# Gay-for-pay

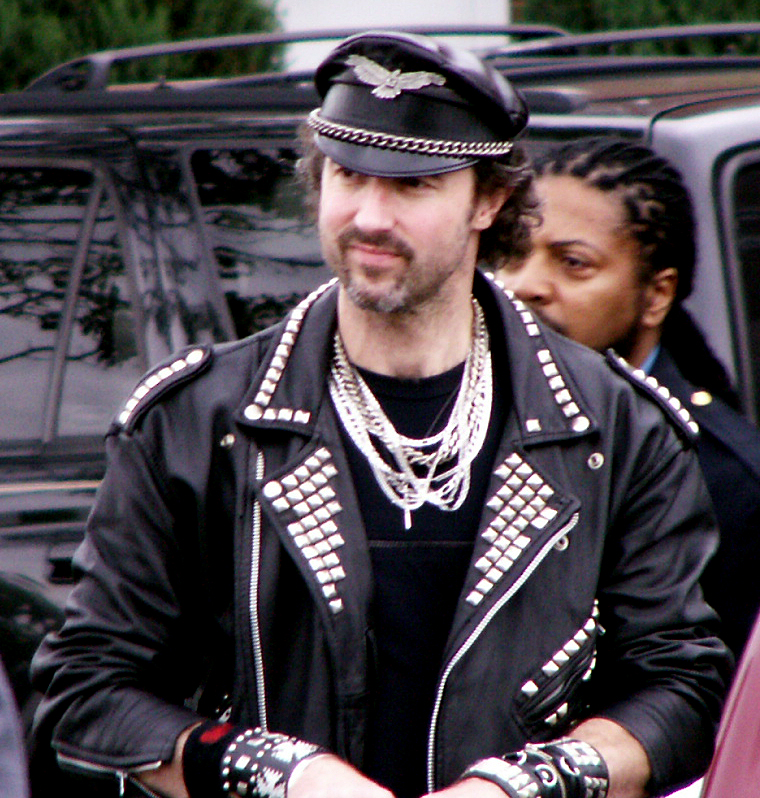
Những nghệ sĩ như nhóm nhạc Village People (trong ảnh là thành viên Eric Anzalone của nhóm) được biết đến qua việc đưa văn hóa đồng tính vào âm nhạc.

Gay-for-pay (nghĩa đen: làm gay để kiếm tiền) là từ lóng chỉ những diễn viên, ngôi sao khiêu dâm hay người làm nghề mại dâm chấp nhận kiếm tiền bằng việc trình diễn hay tham gia tình dục đồng tính, dù họ là người dị tính. Từ khoảng những năm 1990, các diễn viên nói chung bắt đầu thể hiện các vai diễn đồng tính nhiều hơn do đã có sự cởi mở của xã hội với giới LGBT.